# Jud Süss - Film ohne Gewissen
Jud Süss - Film ohne Gewissen è un film del 2010 diretto da Oskar Roehler.